# منحنى صدفي
القطع الصدفي او القوقعي هو منحنى ناتج عن نقطة ثابتة ومنحنى معيّن ومسافة ثابتة. تم اكتشافه من قبل الرياضي اليوناني القديم نيكوميدس. الفكرة بسيطة: نرسم خطوطًا تمر من النقطة الثابتة وتقطع المنحنى الأصلي، ثم نأخذ نقاطًا على هذه الخطوط على بُعد ثابت من نقاط التقاطع. بهذه الطريقة نحصل على شكل يشبه القوقعة.

أشهر مثال هو القطع القوقعي لنيكوميدس، الناتج عن خط مستقيم ونقطة خارج هذا الخط. استُخدم هذا المنحنى لحل مسائل هندسية قديمة مثل تثليث الزاوية ومضاعفة المكعب .
هذا النوع من المنحنيات كان مهمًا أيضًا في العصور الحديثة، حيث درسه علماء مثل نيوتن، وكان يُستخدم كأداة رياضية في فهم الخصائص الهندسية . في بعض الحالات، استخدم المهندسون القدماء هذا الشكل في التصميمات المعمارية، خاصة في أجزاء من الأعمدة لتوزيع القوى .
يجب التمييز بين هذا المنحنى ومنحنيات أخرى تحمل اسم "Conchoid" مثل Conchoid of de Sluze، والتي لا تتبع نفس القاعدة لكنها تشبهه شكليًا فقط.